# Bobotov Kuk
Bobotov Kuk (Cirílico: Боботов Кук) es un pico en el norte de Montenegro. Con 2.523 m, es el pico más alto de la montaña Durmitor, y se ha creído que es el punto más alto de Montenegro, pero nuevas investigacionbes han revelado que hay tres picos más altos en la frontera con Albania. La mayor parte de las montañas montenegrinas son visibles desde Bobotov Kuk, entre ellas Lovćen (sobre el mar Adriático), Kopaonik y Tara (en Serbia), Maglić (en Bosnia y Herzegovina).
El primer ascenso documentado de Bobotov Kuk fue en 1883 por un cartógrafo austriaco, Oscar Baumann. El primer grupo montañero organizado en Zagreb fue a Durmitor en 1926. En 1931 dos austriacos hicieron el primer ascenso invernal desde Bezimeni vrh.

## Pico y sus alrededores
Los lados septentrional y oriental de esta compacta cumbre en forma piramidal, que tiene unos 200 metros de alto, se alza por encima de escarpadas laderas que descienden hacia una gran cuenca rocosa Valoviti Do (entre 2000 y 2100m), que se alza entre gruesas rocas y está parcialmente cubierta con restos de nieve todo el verano. El lado occidental de Bobotov Kuk es más impresionante. Junto con los picos Bezimeni Vrh y Djevojka, Bobotov Kuk, que se encuentra entre ellos, forma una gran pared a modo de anfiteatro de Durmitor. Es de alrededor de 400 m de alto y casi 2 km de ancho. Bajo el muro hay inmensas laderas pedregosas, igualmente altas, que descienden inclinándose mucho hacia el fondo del valle Skrka, que contiene los lagos Veliko Skrcko Jezero (1686m) y Malo Skrcko Jezero (1711m). Al sur Bobotov Kuk baja marcadamente hacia la cuenca del lago Zeleni Vir (2028m), que está colocado en la parte baja del anfiteatro que forman las paredes de Bobotov Kuk, Lucin Vrh y Minin Bogaz (2387m). Al sur del lago está Zupci (2309m).

## Ascenso
El Bobotov Kuk se asciende fácilmente en el verano para todo tipo de personas. El lugar más fácil para comenzar es desde Zabljak, en una ruta bien marcada con postes y marcas de sendero. Es una caminata de 10 horas. 
- Datos: Q671897